# There Is A Man...
《There Is A Man...》은 대한민국의 작곡가 겸 가수 윤상의 다섯 번째 정규앨범이다.

## 앨범
4집 《移徙》 활동 후에 미국 보스턴에서 음악 유학을 하며 1년만에 내놓았다.
매일 새롭고 낯선 것들과 만나게 되는 평범한 우리의 일상을 모티브로 해서 자연스럽고 편안한 사운드로 다소 진지한 주제를 담아냈다. 수록곡 중에는 보스톤 현지 뮤지션들과 더불어 윤상이 처음 선보이는 힙합곡이 있으며, 그와 교류하는 신예 후배들인 bk!, KAYIP, fractal, Roy가 참여했다. 앨범 활동 후 윤상은 다시 미국 유학을 떠났다.
수록곡 중 〈너희들 것이니까〉는 2005년에 동방신기가 다시 부른 버전으로 《Hi Ya Ya 여름날》 앨범에 수록했다.

### 뮤직비디오
수록곡 〈어떤 사람A〉의 뮤직비디오는 스페인의 영화 감독 페드로 알모도바르의 작품 《그녀에게(Talk to Her)》의 장면들로 제작되었다. 이 영화는 각자 사고로 식물 인간이 된 여성 발레리나와 여성 투우사, 그 들을 돌보는 두 남자의 사랑을 소재로 하고 있으며, 《그녀에게》의 라디오 광고를 녹음했던 윤상은 〈어떤 사람A〉의 뮤직비디오를 영화의 장면을 사용하여 제작하고 싶다고 밝혔다.

## 수록곡
| #   | 제목                                                            | 작사           | 작곡              | 편곡                | 재생 시간 |
| --- | --------------------------------------------------------------- | -------------- | ----------------- | ------------------- | --------- |
| 1.  | 〈Introduction to a Man〉                                       |                | 윤상, 정재일, bk! |                     | 1:20      |
| 2.  | 〈근심가〉 (featuring 신예원)                                   | 박창학         | 윤상              | 윤상                | 4:27      |
| 3.  | 〈Good Old Love Song : Side A〉 (Vocal: Buffy, Rap: J.T, Synth) | B.Hubelbank    | 윤상              | D.Moon, 윤상        | 4:14      |
| 4.  | 〈우화〉                                                        | 박창학         | 윤상              | 윤상, bk!           | 4:33      |
| 5.  | 〈어떤 사람 A〉                                                 | 박창학         | 윤상              | 윤상 (현악: 박인영) | 4:27      |
| 6.  | 〈예감〉                                                        | 박창학         | Roy               | Roy, 윤상           | 3:47      |
| 7.  | 〈작은 세상〉                                                   | 박창학         | 윤상              | 윤상 (현악: 박인영) | 4:16      |
| 8.  | 〈너희들 것이니까〉                                             | 박창학         | 윤상              | 윤상                | 2:56      |
| 9.  | 〈Good Old Love Song : Side B〉 (Vocal:Donnie Edwards, Rap:J.T) | D.Moon         | bk!               | bk!                 | 4:22      |
| 10. | 〈Man! What a Selfish Kid...〉 (featuring 롤러코스터)           | 박창학         | 윤상              | 윤상, bk!           | 3:52      |
| 11. | 〈길은 계속된다〉                                               | 박창학         | Kayip, 윤상       | KAYIP               | 5:15      |
| 12. | 〈Sueño, tu voz...〉 (Vocal:Mariana suarez)                     | Mariana suarez | 윤상              | KAYIP               | 5:00      |
| 13. | 〈근심가〉 (fractal La Marcha Mix)                              |                | 윤상              | fractal             | 3:44      |
| 14. | 〈한 남자에 관한 우화〉                                         |                | 윤상              | 윤상                | 2:28      |

| #   | 제목                            | 작곡        | 재생 시간 |
| --- | ------------------------------- | ----------- | --------- |
| 1.  | 〈근심가〉                      | 윤상        | 4:28      |
| 2.  | 〈Good Old Love Song : Side A〉 | 윤상        | 4:15      |
| 3.  | 〈우화〉                        | 윤상        | 4:34      |
| 4.  | 〈어떤 사람A〉                  | 윤상        | 4:27      |
| 5.  | 〈예감〉                        | Roy, 윤상   | 3:47      |
| 6.  | 〈작은 세상〉                   | 윤상        | 4:17      |
| 7.  | 〈너희들 것이니까〉             | 윤상        | 2:57      |
| 8.  | 〈Good Old Love Song : Side B〉 | bk!         | 4:23      |
| 9.  | 〈Man! What a Selfish Kid...〉  | 윤상        | 3:52      |
| 10. | 〈길은 계속된다〉               | Kayip, 윤상 | 5:14      |
| 11. | 〈Sueño, tu voz...〉            | 윤상        | 5:00      |

## 제작
이 목록은 해당 앨범의 부클릿 〈staff〉목록에서 발췌하였다.
| - 윤상 - 프로듀서, 보컬(4~8, 11), 코러스(2), 건반 악기(2, 7, 10, 11, 14), 프로그래밍(2, 8, 10), 리듬 메이킹(2, 4, 7), 신스 프로그래밍(3, 4), 노이즈(4, 6), 기타 프로그래밍(5), 신시사이저(6) 참여 음악인 - 홍준호 - 전기 기타(2, 3, 7~9), 나일론 기타(4), 기타(5) - 정재일 - 베이스 기타(2, 7, 12), 기타(5), 노이즈/신시사이저(6), 나일론 기타(12) - 신예원 - 보컬, 코러스(2) - Bk! - 리듬 메이킹(2, 4, 7), 리듬 프로그래밍(3, 10), 보코더(3), 노이즈(4), 소리 효과(5), 프로그래밍(9), 사진 - Buffy - 보컬(3) - J.T - 랩(3, 9) - Synth - 랩(3) - D.Moon - 리듬 메이킹(3) - Mirta Pezza - 삼뽀냐(4) - Jose Luis Balbuena - 께나(4) - Roy - 건반 악기(6), 소리 효과(6) - 장효석 - 색소폰(7) - 세미 - 목소리(8) - Donnie Edwards - 보컬(9) - 조원선 - 보컬(10) - 이상순 - 기타(10) - 최진우 - 베이스 기타(10) - KAYIP - 프로그래밍(11, 12) - Mariana Suarez - 보컬(12) - fractal - 리믹스(13) - 이미성 - 오보에(14) - 심상원, 김우현, 김해은, 한해원, 김지나, 양현, 이현애, 김윤희, 이현주 - 바이올린 - 최영식, 이수민, 최진미 - 비올라 - 김소영, 양재원 - 첼로 | 스탭 - bk!(1, 2, 4, 7, 9, 10), D.Moon(3, 9, 12), KAYIP(11, 12), fractal(13), 정재일(1, 6) - 공동 프로듀서 - 유니버설 스튜디오 - 믹싱 - 곽은정 - 보이스 디렉터, 녹음, 믹싱 - John Weston - 믹싱 - 최효영(소닉 코리아) - 마스터링 - 김기홍 - A&R - 박은주 - 헤어스타일링, 메이크 업 - 김보라 - 아트 디렉터, 디자인 |